# Ulrich Korn

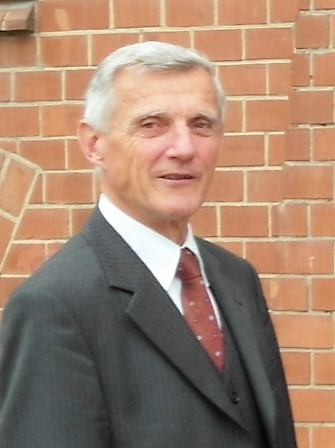
Ulrich Korn (2011)

Ulrich Korn  (* 31. August 1941 in Magdeburg; † 7. Juli 2020 in Gommiswald/OT Uetliburg, Kanton St. Gallen in der Schweiz) war ein deutscher Ingenieur und Professor für Regelungstechnik. Er gehörte zu den Pionieren für Theorien und Methoden des Regelungsentwurfs für Mehrgrößensysteme mit innovativen Anwendungen und war Mitbegründer der Ingenieurausbildung in interdisziplinären, innovativen Studiengängen in Kooperation mit dem Max-Planck-Institut für Dynamik komplexer technischer Systeme in Magdeburg.

## Werdegang
Ulrich Korn ist als Sohn des Handelsvertreters Albert Korn und seiner Ehefrau Edith Korn in Magdeburg geboren und aufgewachsen. Der Vater kehrte aus dem Zweiten Weltkrieg nicht mehr zurück. Von 1947 bis 1955 besuchte er die Franz-Mehring-Grundschule in Magdeburg und anschließend die Alexander-von-Humboldt-Oberschule.
Nach dem Abitur 1959 hat er an der gerade erst sechs Jahre zuvor gegründeten Hochschule für Schwermaschinenbau Magdeburg (seit 1961 Technische Hochschule Magdeburg, später Technische Universität, heute Otto-von-Guericke-Universität) sein Studium aufgenommen (damaliger Rektor: Ernst-Joachim Gießmann). Er wählte nach dem Grundstudium des Maschinenbaus die Fachrichtung Regelungstechnik am 1960 gegründeten Institut für Mess-, Steuer- und Regelungstechnik (Gründungsdirektor: Heinrich Wilhelmi; Gründungsassistent: Herbert Ehrlich). Damit gehörte Ulrich Korn zum ersten Jahrgang dieser Fachrichtung, der vollständig an der TH Magdeburg sowohl theoretisch als auch mit allen Praktika ausgebildet wurde.
Anfang 1965 schloss er unter dem Rektorat von Friedrich Kurth sein Studium als Diplom-Ingenieur (Dipl.-Ing.) an der Fakultät für Elektrotechnik ab (Dekan: Hans-Erich Weinschenk). Anschließend arbeitete er als Wissenschaftlicher Assistent, später als Oberassistent am Institut für Mess-, Steuer- und Regelungstechnik der TH Magdeburg. Drei Jahre später erfolgte hier seine Promotion mit einer Arbeit über Regelungsentwurf im Zustandsraum für chemische Reaktoren.
1970 bekam er eine Berufung als Hochschuldozent (entsprach C3-Professor) für das Fachgebiet Regelungstechnik an der damaligen TH Otto von Guericke Magdeburg, Sektion Technische Kybernetik und Elektrotechnik (TK/ET), Gründungsdirektor Heinz Töpfer. Korn verteidigte 1972 seine Habilitation (Promotion B) zum rechnergestützten Entwurf von Mehrgrößenregelungen. Von 1973 bis 1976 war er Stellv. Sektionsdirektor für Forschung an der Sektion TK/ET (Sektionsdirektoren: Albrecht Riedel, danach Reinhold Krampitz).
In den Jahren 1976 bis 1978 war er in der Forschungsabteilung im Energiekombinat Mitte Magdeburg tätig und zeichnete mitverantwortlich für den Aufbau und die Inbetriebnahme des Fernwärmenetzes der Stadt Magdeburg. Dabei kamen ihm seine bisherigen Forschungen auf dem Gebiet der Automatisierungstechnik zugute, insbesondere hinsichtlich der Modellierung und Optimierung sowie der optimalen Regelung und Steuerung derartiger komplexer technischer Systeme.

## Wirken als Professor
Nach seiner Industrietätigkeit kehrte Ulrich Korn an die TH Magdeburg zurück. Hier wurde er zum 1. September 1978 als Nachfolger von Heinz Töpfer, der an der TU Dresden den Lehrstuhl von Heinrich Kindler weiterführte, als Ordentlicher Professor für Regelungstechnik berufen. Zwischen 1980 und 1985 war Korn in der Nachfolge des unerwartet verstorbenen Siegfried Rudert als Leiter des Wissenschaftsbereiches Regelungstechnik und Prozesssteuerung tätig. Ihm folgte in dieser Funktion der aus der Industrie berufene Peter Neumann, der später im Jahre 1991 zum Gründer und Leiter des Instituts für Automation und Kommunikation (ifak) als An-Institut der Universität wurde.

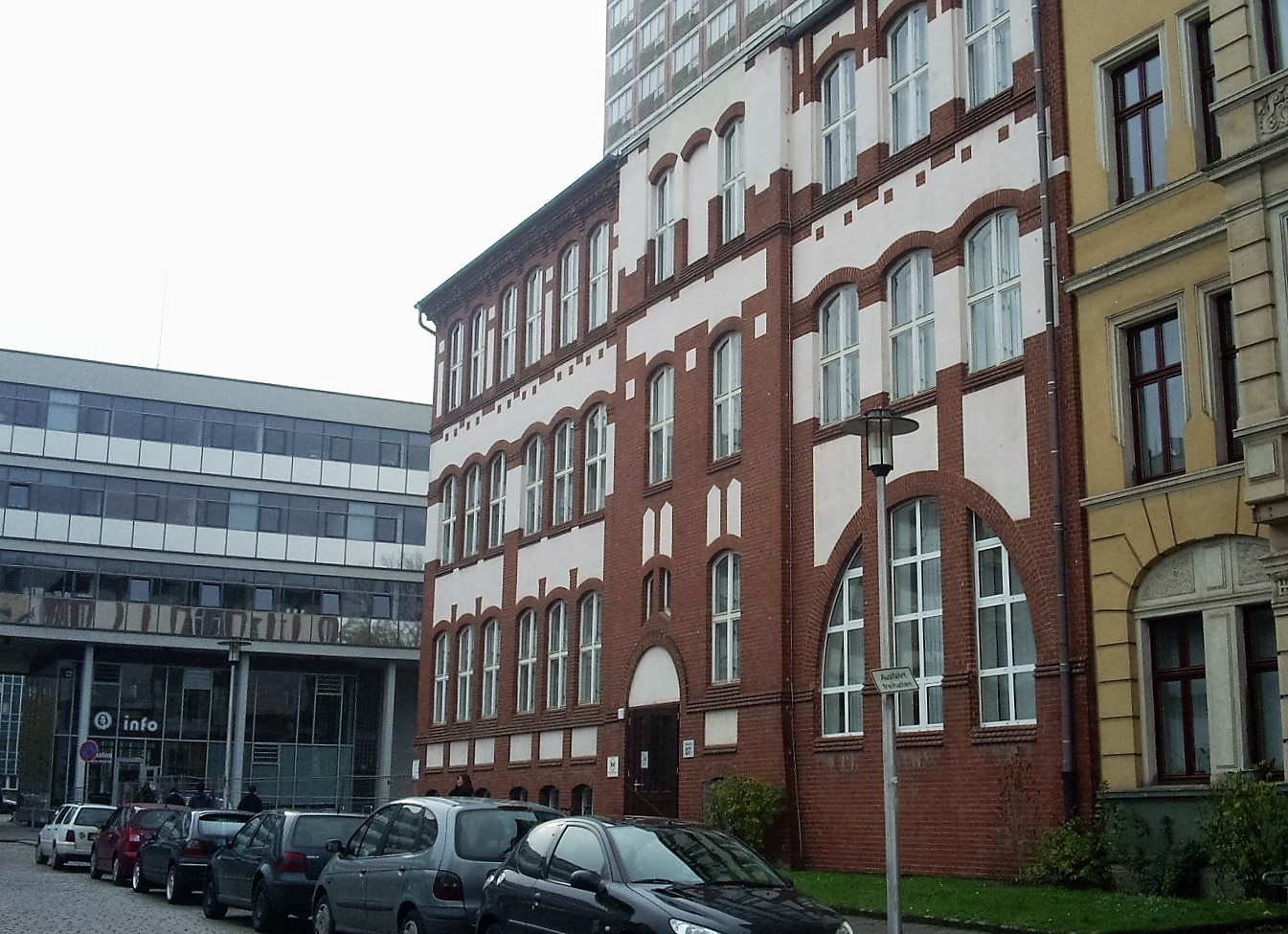
Campus Magdeburg, traditioneller Sitz des Instituts für Regelungs-/ Automatisierungstechnik (im Hintergrund neu errichtetes Fakultätsgebäude „Elektrotechnik und Informationstechnik“)

Nach der Wiedervereinigung setzte sich Korn als Hochschullehrer und Forscher engagiert für die Neustrukturierung seiner Fakultät ein und arbeitete in verschiedenen akademischen Universitätsgremien mit. Insbesondere wurde der Wissenschaftsbereich Regelungstechnik und Prozesssteuerung unter seiner Mitwirkung in das „Institut für Automatisierungstechnik“ (IFAT) überführt und weiter ausgebaut auf etwa 30 Mitarbeiter bei 4 Lehrstühlen. Die Leitung hatte Peter Neumann in den Jahren von 1991 bis 1994 übernommen. Ulrich Korn war in dieser Zeit auf Universitätsebene leitend gebunden, zunächst von 1992 bis 1993 als Prodekan der Fakultät Elektrotechnik. 1994 wurde Korn zum Dekan der Fakultät gewählt, die er bis 1998 leitete.
In dieser Funktion als Dekan hat er sich für die Entwicklung und Weiterentwicklung des Lehr- und Forschungsprofils der Fakultät und für ein neu zu gründendes Max-Planck-Institut für Dynamik komplexer technischer Systeme in Magdeburg erfolgreich eingesetzt (Gründungsdirektor: Ernst Dieter Gilles, Institutsdirektor für Systemdynamik und Regelungstechnik an der Universität Stuttgart).
Neue interdisziplinäre Studiengänge wie Wirtschaftsingenieurwesen für Elektrotechnik, Energietechnik und Informationstechnologie wurden während seines Dekanats in enger Zusammenarbeit mit dem neuen ingenieurwissenschaftlich geprägten Max-Planck-Institut konzipiert und eingeführt, die den Anforderungen der Wirtschaft gerecht werden. Der Bau und die Fertigstellung des neuen Fakultätsgebäudes für „Elektrotechnik und Informationstechnik“, das Tor zur Universität am Universitätsplatz/Walther-Rathenau-Straße, fallen ebenfalls in seine Amtszeit als Dekan.
1993 war die Berufung von Korn zum Universitätsprofessor auf den Lehrstuhl Regelungstechnik/Steuerungstechnik erfolgt. Intensiv und erfolgreich hat er sich um den wissenschaftlichen Nachwuchs bemüht. Über 20 Doktoranden, mehr als 100 Diplomanden sowie viele Forschungsstudenten und Hilfswissenschaftler betreute er als Hochschullehrer. Er war Gutachter für zahlreiche Dissertationen und Habilitationsschriften.

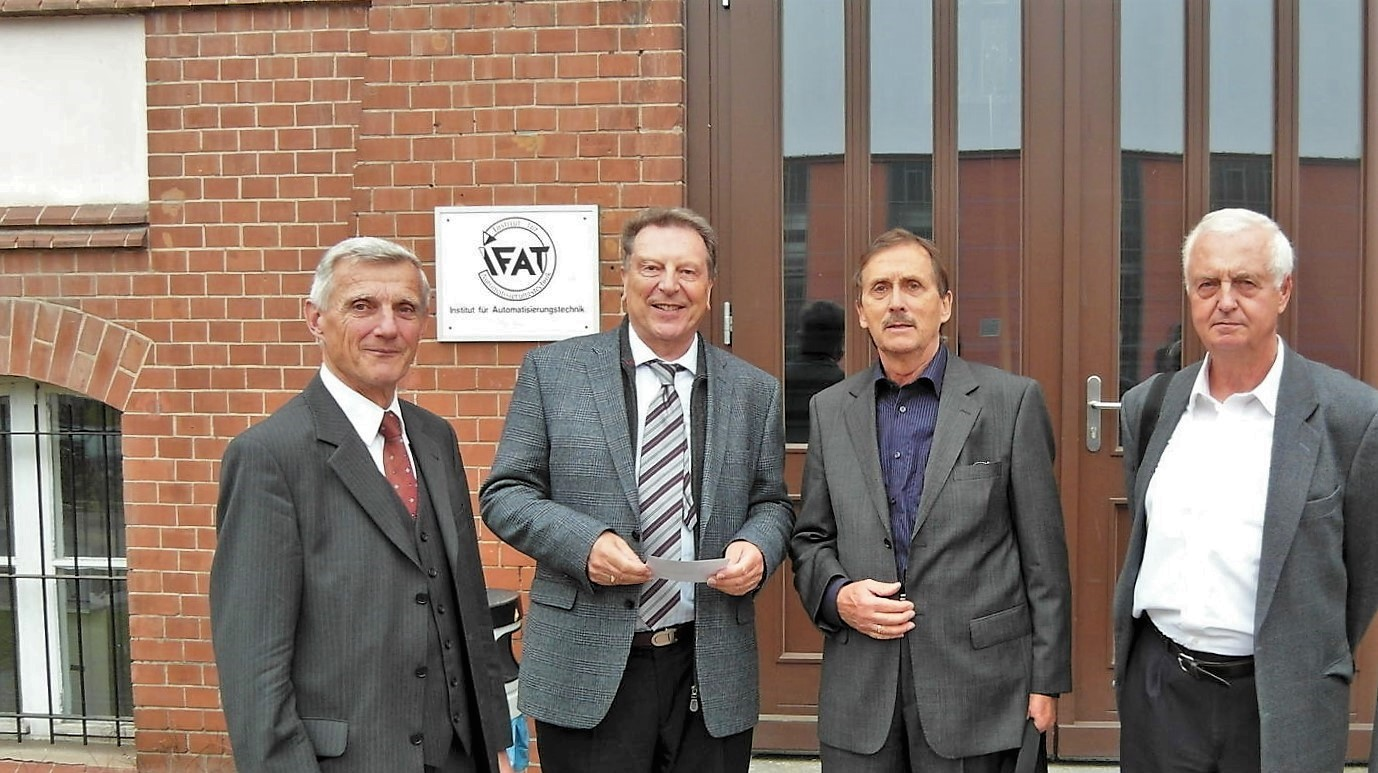
50 Jahre Automatisierungstechnik in Magdeburg (2011); erste Studenten: Ulrich Korn, Werner Kriesel, Peter R. Asche, Wolfgang Wilhelmi (v. l. n. r.)

In der Forschung beschäftigte sich Korn mit der Zustandsraumbeschreibung für dynamische Systeme, mit dem Entwurf von Regelungssystemen, insbesondere für Mehrgrößenregelungen  – immer im Blickfeld die Realisierbarkeit der Forschungsergebnisse in der Praxis. Daher entstanden auch für diese neuartigen Mehrgrößenregelungen mit Zustandsraumbeschreibung nach dem Entwurfsverfahren von Korn in Kooperation mit dem Forschungsteam von Werner Kriesel spezifische Gerätelösungen sowie eine halbindustrielle Versuchsanlage für die praxisnahe Erprobung. Zuletzt lag sein Arbeitsschwerpunkt auf modernen Regelungsalgorithmen mit Parameterveränderungen, z. B. zur Anwendung für innovative Umwelttechnologien. Weiterhin befasste er sich in Zusammenarbeit mit Ernst Dieter Gilles und dessen Mitarbeitern mit theoretischen Problemen sowie mit Versuchsfahrten für Navigationssysteme zur Schiffssteuerung auf Binnenwasserstraßen.
Mit vielfältigen Publikationen zur Regelungstheorie sowie durch Mitautorenschaft in Lehr- und Fachbüchern hat sich Korn in der nationalen und internationalen Fachwelt einen Namen gemacht.
Aus Anlass der Emeritierung von Korn im Jahre 2004 veranstaltete die Fakultät für Elektrotechnik und Informationstechnik der Otto-von-Guericke-Universität ein Ehrenkolloquium. Mitarbeiter und ehemalige Absolventen, die in Wirtschafts- und Forschungsunternehmen tätig sind, haben den akademischen Lehrer und Forscher mit wissenschaftlichen Vorträgen verabschiedet. Mit seinem wissenschaftlichen Werdegang sind nahezu 45 Jahre Entwicklung der Regelungs- und Steuerungstechnik an der Magdeburger Universität verbunden, die er durch seine Lehr- und Forschungstätigkeit stark geprägt hat.

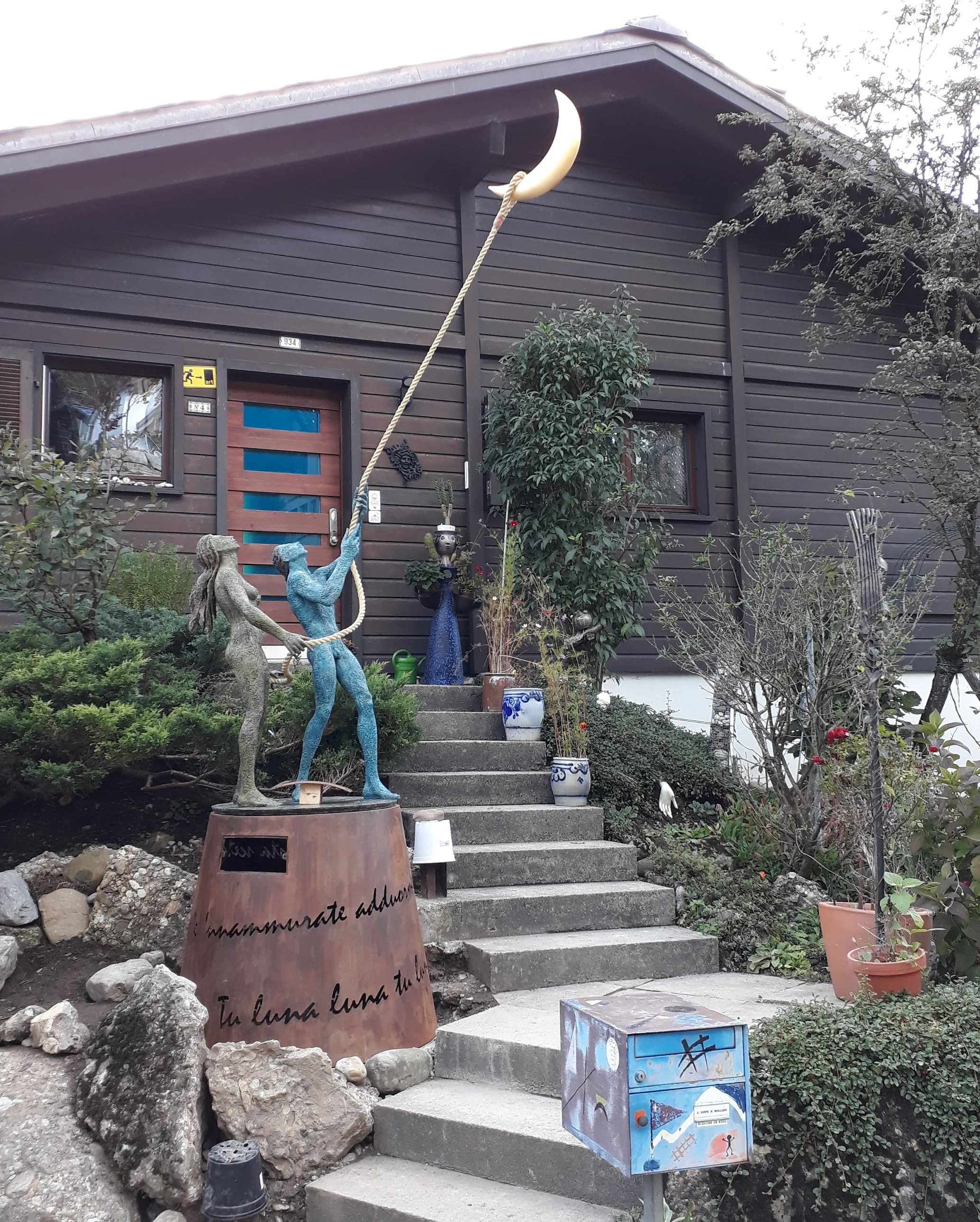
Ulrich Korn, Urnengrab: Bronze-Skulptur La Luna Caprese, Künstler Giacinto Bosco, Milano

Aus dem akademischen Umfeld von Korn sind auch namhafte Industriefachleute, Wissenschaftler und mehrere Professoren  hervorgegangen: Ulrich Jumar (Magdeburg, ifak), Christian Diedrich (Universität Magdeburg), Nguen Thien Nhang (Universität Hanoi / Vietnam), Klaus-Peter Schulze (TH/HTWK Leipzig), Wolfgang Günther (Hochschule Anhalt), Klaus Zindler (Hochschule Aschaffenburg), Steffen Sommer (Hochschule Anhalt), Daniela Döring (Brandenburgische Technische Universität Cottbus-Senftenberg).
Ulrich Korn war seit 1967 mit der Diplomethnographin Dagmar Korn, geb. Westerhoff verheiratet. Das Ehepaar hat eine erwachsene Tochter Susanne Korn, die eine Ausbildung als Diplom-Ingenieurin für Informationstechnik absolvierte. Die Familie lebt seit seiner Emeritierung 2004 in der Schweiz in Gommiswald/OT Uetliburg, Kanton St. Gallen im Großraum Zürich. Hier befindet sich auch das Urnengrab von Ulrich Korn im Vorgarten des Hauses seiner Tochter im Rosenweg; es wird von einer Bronze-Skulptur mit zwei nahezu lebensgroßen Figuren La Luna Caprese geschmückt, der international bekannte Künstler ist Giacinto Bosco aus Milano/Italien.

## Mitgliedschaften und Ehrungen (Auswahl)
- Sekretär des Zentralen Arbeitskreises „Geräte der Mechanischen Schwingungstechnik“ beim Forschungsrat der DDR (Leitung: Heinrich Wilhelmi)
- Otto-von-Guericke-Forschungspreis 1981
- Mitglied im Internationalen Programmkomitee zum 10. Weltkongress der International Federation of Automatic Control in München 1987 (IFAC-Präsident: Manfred Thoma, Hannover)

## Veröffentlichungen (Auswahl)
- Beitrag zur Anwendung der Zustandsraumbeschreibung und Einführung des Matrix-Signalflussbildes für den Entwurf von Prozessregelungen. Magdeburg, Technische Hochschule, Fakultät für Elektrotechnik, Dissertation, Magdeburg 1968.
- Grundlagen der Zustandsbeschreibung von Regelungssystemen. Wissenschaftlich-Technische Gesellschaft für Mess- und Automatisierungstechnik (WGMA) in der Kammer der Technik (KDT), Herbstkurse Technische Kybernetik, Berlin 1970.
- Beitrag zur Gewinnung systemtheoretisch begründeter Verfahren für den rechnergestützten Entwurf linearer zeitinvarianter Mehrgrössenregelungssysteme höherer Ordnung. Technische Hochschule, Fakultät für Technische Wissenschaften, Habilitation (Dissertation B), Magdeburg 1971.
- Automatische Steuerung. Teil: Lehrbrief 1., Zustandsraumbeschreibung.
- mit Hans-Helmut Wilfert: Mehrgrößenregelungen – moderne Entwurfsprinzipien im Zeit- und Frequenzbereich. Verlag Technik, Berlin und Springer-Verlag, Wien; New York 1982, ISBN 3-211-95802-9.
- mit Ulrich Jumar: PI-Mehrgrößenregler – praxisgerechter Entwurf, Robustheit, Anwendung. Oldenbourg Verlag, München; Wien 1991, ISBN 3-486-21720-8.
- mit S. Sommer: Regelung nichtlinearer Strecken mittels linearer parameterveränderlicher Systeme. Otto-von-Guericke-Universität, Fakultät Elektrotechnik, Magdeburg 1999.
- mit D. Döring: Entwurf eines nichtlinearen, dynamischen Gain-Schedulingreglers über den Ansatz der geschwindigkeitsbasierten Linearisierung. Otto-von-Guericke-Universität, Fakultät für Elektrotechnik und Informationstechnik, Magdeburg 2000.